# 매슈 릴러드
매슈 릴러드(Matthew Lillard, 1970년 1월 24일 ~ )는 미국의 배우이다.

## 출연 작품

### 영화
- 굴리스 3 (1991)
- 시리얼 맘 (1994)
- 해커즈 (1995)
- 스크림 (1996)
  - 스크림 2 (1997)
- 쉬즈 올 댓 (1999)
- 윙 커맨더 (1999)
- 썸머 캐치 (2001)
- 13 고스트 (2001)
- 스쿠비 두 (2002)
  - 스쿠비 두 2: 몬스터 대소동 (2004)
  - 스쿠비-두! 뮤직 오브 더 뱀파이어 (2012) - 목소리
- 루니 툰: 백 인 액션 (2003)
- 퍼펙트 스코어 (2004)
- 당신이 사랑하는 동안에 (2004)
- 위드아웃 어 패들 (2004)
- 카라스: 더 프로퍼시 (2005, Karas: The Prophecy) - 영어 더빙
  - 카라스: 더 레벌레이션 (2007, Karas: The Revelation)
- 왕의 이름으로 (2007)
- 디센던트 (2011)
- 내 인생의 마지막 변화구 (2012) - 필립 샌더스 역
- 매치 (2014) - 마이크 역
- 히즈 올 댓 (2021)
- 프레디의 피자가게 (2023) - 윌리엄 애프턴 역

### 텔레비전
- 아메리칸 대드! (2005, 2021) - 목소리
- 로봇 치킨 (2005-22) - 목소리
- 리플레이스먼트 (2006) - 목소리
- 성범죄수사대: SVU (2009)
- 하우스 (2011)
- 배트맨 더 브레이브 (2011) - 목소리
- 레버리지 (2012)
- 크리미널 마인드 (2012)
- 더 브릿지: 조각 살인마 (2013-14)
- 굿 와이프 (2014, 2016)
- 침착해! 스쿠비 두 (2015-18) - 목소리
- 홀트 앤 캐치 파이어 (2016)
- 보슈 (2016-17)
- 줄리언 대왕 만세 (2017) - 목소리
- 트윈 픽스 (2017)
- 수퍼내추럴 (2018)
- 굿 걸스 (2018-21)
- FBI (2019)
- 틴 타이탄 GO! (2019) - 목소리
- 스쿠비 두, 게스 후? (2019-21) - 목소리
- 빌리언스 (2022)